# Xylocopa darwini
Xylocopa darwini ist eine Biene aus der Gattung der Holzbienen (Xylocopa) innerhalb der Familie der Apidae. Sie ist endemisch auf den Galapagosinseln in Ecuador.

## Beschreibung
Als einzige einheimische Biene von insgesamt drei vorhandenen Arten dient die Holzbiene als wichtiger Bestäuber des Archipels. Es besteht ein ausgeprägter Sexualdimorphismus. Die männlichen Bienen besitzen eine gelb-bräunliche Farbgebung, während die weiblichen Bienen eine schwarze Farbgebung besitzen. Wie bei Holzbienen üblich, nistet sie in Ästen und Stämmen von Bäumen und legt ihre Eier in die Hohlräume.
Forschungen legen nahe, dass die Holzbiene die von ihr beanspruchten Pflanzen gegenüber Eindringlingen verteidigt.

## Verbreitung
Der Lebensraum der Holzbiene beschränkt sich auf 9 der 12 größten Inseln. Dazu gehören Isabela, San Cristóbal, Santa Cruz, San Salvador, Fernandina, Floreana, Genovesa, Santa Fe und Española.